# Reinaldo Ocampo
Reinaldo Ocampo (n. Asunción, Paraguay; 6 de enero de 1987) es un futbolista paraguayo que juega como mediocampista. Actualmente juega en el Club Rubio Ñu de la Segunda División de Paraguay.

## Clubes
| Club                 | País      | Año           |
| -------------------- | --------- | ------------- |
| Club Libertad        | Paraguay  | 2006 - 2007   |
| Tacuary              | Paraguay  | 2008 - 2009   |
| Club Libertad        | Paraguay  | 2009          |
| Tacuary              | Paraguay  | 2010          |
| Club Rubio Ñu        | Paraguay  | 2011          |
| Sol de América       | Paraguay  | 2011 - 2012   |
| Tacuary              | Paraguay  | 2012          |
| Sportivo Luqueño     | Paraguay  | 2013          |
| Club General Díaz    | Paraguay  | 2014          |
| Deportivo Capiatá    | Paraguay  | 2014 - 2015   |
| Sarmiento            | Argentina | 2015          |
| Guabirá              | Bolivia   | 2016          |
| General Caballero ZC | Paraguay  | 2018          |
| Club Rubio Ñu        | Paraguay  | 2019-presente |

## Palmarés
| Título                      | Club    | País    | Año  |
| --------------------------- | ------- | ------- | ---- |
| Segunda División de Bolivia | Guabirá | Bolivia | 2016 |